# Pandora Filmproduktion
Pandora Filmproduktion је њемачка продукцијска кућа. 

## Филмографија
1. (2010)
2. (2009)
3. (2009)
4. (2009) )
5. (2009)
6. (2008)
7. (2008)
8. (2008)
9. (2008)
10. (2007)
11. (2007)
12. (2007)
13. (2007)
14. (2007)
15. (2007)
16. (2006)
17. (2006)
18. (2006)
19. Ти си ја (2006)
20. (2006)
21. (2005)
22. Рајске девојке (2004)
23. (2004)
24. (2004)
25. (2004)
26. Виски (2004)
27. (2004)
28. Моје име је Бах (2003)
29. (2003)
30. Марија (2003)
31. (2003)
32. (2003)
33. (2002)
34. (2002)
35. (2002)
36. (2002)
37. (2002)
38. (2002)
39. (2002)
40. (2002)
41. (2001)
42. (2001)
43. (2001)
44. (2001)
45. Монсунско венчање (2001)
46. (2001)
47. (2001)
48. Нормални људи (2001)
49. Мој слатки дом (2001)
50. Super 8 Stories (2001)
51. (2000)
52. (2000)
53. (1999)
54. (1999)
55. (1999)
56. (1999)
57. (1998)
58. Црна мачка бели мачор (1998)
59. Ране (1998)
60. (1998)
61. (1998)
62. (1998)
63. Момак (1997)
64. (1997) (ТВ)
65. Плес дивљине (1997)
66. (1997)
67. (1997)
68. Магични аутобус (1997)
69. (1996)
70. (1996)
71. Шетати и причати (1996)
72. (1995)
73. (1995)
74. Мртав човек (1995)
75. (1995)
76. Довиђења Америко (1994)
77. Лењинградски каубоји упознају Мојсија (1994)
78. (1994)
79. (1994)
80. Кад свиње полете (1993)
81. (1992)
82. Ноћ на Земљи (1991)
83. (1991)
84. (1991)
85. (1990)
86. (1990)
87. (1990)
88. (1988)
89. (1988)
90. (1983)
91. (1957)
92. (1952)
93. (1950)